# Krasiv, Horohiv
Krasiv (în ucraineană Красів) este un sat în comuna Zvîneace din raionul Horohiv, regiunea Volînia, Ucraina.

## Demografie
Componența lingvistică a localității Krasiv
     Ucraineană (99,39%)
     Alte limbi (0,61%)
Conform recensământului din 2001, majoritatea populației localității Krasiv era vorbitoare de ucraineană (99,39%), existând în minoritate și vorbitori de alte limbi.